# Donleva ephemera
Donleva ephemera är en insektsart som beskrevs av Blocker 1979. Donleva ephemera ingår i släktet Donleva och familjen dvärgstritar. Inga underarter finns listade i Catalogue of Life.